# آکادیان
آکادیان (انگلیسی: Acadian) شرکت خودروسازی کانادایی بود، که در سال ۱۹۶۲ توسط شرکت جنرال موتورز کانادا تأسیس شد و در سال ۱۹۷۱ منحل گردید.
آکادیان نام خودرویی است که توسط جنرال موتورز کانادا از سال ۱۹۶۲ تا ۱۹۷۱ تولید می‌شد. آکادیان به این دلیل معرفی شد که فروشندگان کانادایی پونتیاک-بیوک، یک مدل جمع و جور برای فروش داشته باشند، زیرا پونتیاک تمپست در کانادا موجود نبود. در ابتدا قرار بود آکادیان بر اساس شورولت کورویر ساخته شود که در کارخانه جنرال موتورز در اوشاوا تولید می‌شد. با این حال، این طرح مفهومی به پلتفرم شوی ۲ منتقل شد تا در سال ۱۹۶۲ معرفی شود. این برند همچنین در شیلی عرضه می‌شد و مدل‌هایی از آن در آریکا ساخته می‌شدند.